# 1500年国家领导人列表

## 非洲
- 埃塞俄比亚 - 纳奥德，埃塞俄比亚皇帝，1494年－1508年
  - 阿达利苏丹国 - 穆罕默德·伊本·爱资哈尔丁，阿达利苏丹国苏丹，1488年－1518年
- 埃及
  1. 查希尔·坎苏，马木路克苏丹，1498年－1500年
  2. 阿什拉夫·詹巴拉特，马木路克苏丹，1500年－1501年
- 摩洛哥 - 阿布·扎卡里亚·穆罕默德·塞义赫·马赫迪，摩洛哥苏丹，1472年－1505年
- 刚果王国 - 若昂一世，刚果国王，1470年－1509年
- 桑海帝国 - 阿斯基亚·穆罕默德一世，桑海帝国国王，1493年－1528年
- 布干达 - 基加拉，布干达国王，约1474年－约1501年
- 贝宁王国 - 奥佐鲁阿，贝宁国王，1480年－1504年
- 马里王国 - 曼萨·马哈茂德二世或曼萨·马哈茂德三世（具体是谁无法确定），马里国王，具体在位时间不详

## 美洲
- 阿兹台克帝国 - 阿维特佐特尔，阿兹台克国王，1486年－1502年
- 特克斯科科 - 内扎瓦尔皮利，特克斯科科国王，1472年－1515年
- 印加帝国 - 瓦伊纳·卡帕克，印加国王，1493年－1527年

## 亞洲
- 中國（明朝）- 明孝宗朱祐樘，明朝皇帝，1487年－1505年
- 朝鮮（朝鮮王朝）- 燕山君李隆，朝鲜国王，1494年－1506年
- 日本
  1. 后土御门天皇，日本天皇，1464年－1500年
  2. 后柏原天皇，日本天皇，1500年－1526年
- 琉球 - 尚真，琉球国王，1478年－1526年
- 越南（后黎朝）- 黎宪宗，大越皇帝，1497年－1504年
- 瀾滄王國（老挝）- 孫普，南掌国王，1496年－1501年
- 缅甸
  - 阿瓦王朝 - 明恭二世，阿瓦国王，1481年－1502年
  - 东吁王朝 - 明吉瑜，东吁国王，1486年－1531年
  - 勃固（孟族）- 频耶兰二世，勃固国王，1492年－1526年
  - 阿拉干 - 沙林伽都，阿拉干国王，1494年－1501年
- 暹罗 - 拉玛铁菩提二世，暹罗国王，1491年－1529年
- 清迈 - 芒克沙，清迈国王，1495年－1538年
- 柬埔寨 - 斯雷·索空托·巴特，柬埔寨国王，1486年－1512年
- 东爪哇 - 罗纳韦查耶，东爪哇国王，1486年－1516年
- 马六甲王国 - 马末沙，马六甲国王、苏丹，1488年－1511年
- 亚齐苏丹国 - 阿里·莫哈耶沙阿，亚齐苏丹，1496年－1528年
- 吉打 - 穆罕默德·吉瓦·扎因·阿比丁一世，吉打苏丹，1472年－1506年
- 彭亨 - 曼苏尔一世，彭亨苏丹，1475年－1519年
- 印度
  - 德里苏丹国 - 西坎达尔·罗第，德里苏丹，1489年－1517年
  - 古吉拉特 - 马哈茂德沙阿一世，古吉拉特苏丹，1458年－1511年
  - 巴赫曼尼苏丹国 - 穆罕默德沙阿四世，巴赫曼尼苏丹，1482年－1518年
  - 贝拉尔苏丹国 - 法特赫-阿拉·伊马德·乌尔-穆尔克，贝拉尔苏丹，1490年－1504年
  - 比德尔苏丹国 - 卡西姆沙阿一世，比德尔苏丹，1492年－1504年
  - 比贾布尔苏丹国 - 优素福·阿迪勒沙阿，比贾布尔苏丹，1490年－1510年
  - 艾哈迈德讷格尔 - 艾哈迈德沙阿一世，艾哈迈德讷格尔统治者，1490年－约1509年
  - 孟加拉 - 阿拉丁·侯赛因，孟加拉苏丹，1494年－1518年
  - 摩腊婆
    1. 吉亚特赫沙阿，摩腊婆苏丹，1469年－1500年
    2. 纳斯尔沙阿，摩腊婆苏丹，1500年－1511年

  - 信德 - 菲鲁兹·萨拉赫·乌德-丁，信德苏丹，1492年－1521年
  - 木尔坦 - 侯赛因·兰加赫，木尔坦国王，1456年－1502年
  - 奥里萨 - 普罗陀婆楼陀罗，奥里萨国王，1497年－1540年
  - 毗奢耶那伽罗帝国 - 伊摩底·那罗辛诃，毗奢耶那伽罗国王，1491年－1505年
- 斯里兰卡 - 帕拉拉贾西卡兰六世，斯里兰卡国王，1478年－1519年
- 撒马尔罕 - 苏丹·阿里·米尔扎，撒马尔罕统治者，1495年－1500年 
  - 乌兹别克人 - 穆罕默德·昔班尼，乌兹别克汗，1500年－1510年
- 赫拉特 - 侯赛因·贝伊卡拉赫，赫拉特统治者，1469年－1506年
- 白羊王朝 - 穆拉德·伊本·雅各布或阿勒万·伊本·优素福或穆罕默德·米尔扎·伊本·优素福，白羊王朝国王，1499年－1501年
- 格鲁吉亚
  - 卡尔特利 - 康斯坦丁二世，卡尔特利国王，1490年－1505年
  - 卡赫蒂 - 亚历山大一世，卡赫蒂国王，1476年－1511年
  - 伊梅雷蒂 - 亚历山大二世，伊梅雷蒂国王，1483年－1510年

## 歐洲
- 教皇国 - 亚历山大六世，天主教教宗，1492年－1503年
- 奥斯曼帝国 - 巴耶塞特二世，奥斯曼帝国苏丹，1481年－1512年
  - 克里米亚 - 缅格里·格莱，克里米亚汗，1468年－1515年
- 西班牙
  - 卡斯蒂利亚 - 伊莎贝拉一世，卡斯蒂利亚国女王，1474年－1504年
  - 阿拉贡 - 斐迪南二世，阿拉贡国王，1479年－1516年
- 葡萄牙 - 曼努埃尔一世，葡萄牙国王，1495年－1521年
- 法国 - 路易十二，法国国王，1498年－1515年
- 勃艮第 - 腓力四世，勃艮第公爵，1482年－1506年
- 英格兰 - 亨利七世，英格兰国王，1485年－1509年
- 苏格兰 - 詹姆斯四世，苏格兰国王，1488年－1513年
- 波兰 - 约翰一世·奥尔布拉赫特，波兰国王，1492年－1501年
  - 条顿骑士团 - 腓特烈，条顿骑士团大首领，1498年－1510年
- 立陶宛 - 亚历山大，立陶宛大公，1492年－1505年
- 利窝尼亚骑士团 - 沃尔特·冯·普莱滕贝格，利窝尼亚骑士团大首领，1494年－1535年
- 俄罗斯
  - 莫斯科大公国 - 伊凡三世，莫斯科大公，1462年－1505年
  - 梁赞
    1. 伊凡四世·瓦西里耶维奇，梁赞大公，1483年－1500年
    2. 伊凡五世·伊凡诺维奇，梁赞大公，1500年－1521年

  - 诺夫哥罗德-谢韦尔斯基 - 瓦西里·伊万诺维奇·舍米亚金，诺夫哥罗德-谢韦尔斯基公爵，1500年－1523年
  - 喀山汗国 - 阿卜杜勒-利亚季夫，喀山汗，1496年－1502年
- 神圣罗马帝国 - 马克西米连一世，神圣罗马帝国皇帝，1493年－1519年
  - 波希米亚 - 弗拉迪斯拉夫四世，波希米亚国王，1471年－1516年
  - 萨克森
    - 恩斯特系 - 腓特烈三世，萨克森选侯，1486年－1525年
    - 阿尔布雷希特系
      1. 阿尔布雷希特五世，萨克森公爵，1486年－1500年
      2. 乔治，萨克森公爵，1500年－1539年

  - 巴伐利亚
    - 巴伐利亚-兰茨胡特 - 格奥尔格，巴伐利亚-兰茨胡特公爵，1479年－1503年
    - 巴伐利亚-慕尼黑 - 阿尔布雷希特四世，巴伐利亚-慕尼黑公爵，1460年－1508年

  - 普法尔茨 - 菲利普，普法尔茨选侯，1476年－1508年
  - 勃兰登堡 - 约阿希姆一世，勃兰登堡选帝侯，1499年－1535年
  - 不伦瑞克
    - 不伦瑞克-格鲁本哈根 - 亨利四世，不伦瑞克-格鲁本哈根公爵，1464年－1526年
    - 不伦瑞克-吕讷堡 - 亨利七世，不伦瑞克-吕讷堡公爵，1471年－1521年
    - 不伦瑞克-沃尔芬比特尔 - 亨利一世，不伦瑞克-沃尔芬比特尔公爵，1495年－1514年

  - 符腾堡 - 乌尔里希，符腾堡公爵，1498年－1519年
  - 梅克伦堡 - 
    1. 马格努斯二世，梅克伦堡-什未林公爵， 1477年－1503年
    2. 巴尔塔萨，梅克伦堡-什未林公爵，1477年－1507年

  - 巴登 - 克里斯托夫一世，巴登藩侯，1475年－1515年
  - 黑森
    - 黑森-卡塞尔 - 威廉二世，黑森-卡塞尔伯爵，1493年－1509年
    - 黑森-马尔堡 - 威廉三世，黑森-马尔堡伯爵，1483年－1500年

  - 拿骚
    - 拿骚-威斯巴登-伊德施泰因 - 阿道夫三世，拿骚-威斯巴登-伊德施泰因伯爵1480年－1511年
    - 拿骚-魏尔堡 - 路德维希一世，拿骚-魏尔堡伯爵，1492年－1523年
    - 拿骚-萨尔布吕肯 - 约翰·路德维希一世，拿骚-萨尔布吕肯伯爵，1472年－1545年
    - 拿骚-迪伦堡 - 恩格尔贝特二世，拿骚-迪伦堡伯爵，1473年－1504年
    - 拿骚-拜尔施泰因 - 约翰二世，拿骚-拜尔施泰因伯爵，1499年－1513年

  - 安哈尔特
    - 安哈尔特-德绍
      1. 恩斯特，安哈尔特-德绍亲王，1474年－1516年
      2. 格奥尔格二世，安哈尔特-德绍亲王，1474年－1509年

    - 安哈尔特-科滕 - 瓦尔德马六世，安哈尔特-科滕亲王，1474年－1508年

  - 奥尔登堡
    1. 阿道尔夫，奥尔登堡伯爵，1483年－1500年
    2. 约翰十四世，奥尔登堡伯爵，1500年－1526年

  - 霍亨索伦 - 埃特尔·弗里德里希二世，霍亨索伦伯爵，1488年－1512年
- 威尼斯共和国 - 阿戈斯蒂诺·巴尔巴里戈，威尼斯总督，1486年－1501年
- 萨伏依 - 菲利贝托二世，萨伏依公爵，1497年－1504年
- 曼托瓦 - 弗朗切斯科二世，曼托瓦侯爵，1484年－1519年
- 米兰（两君对立）
  1. 路多维科·斯福尔扎，米兰公爵，1494年－1499年，1500年
  2. 路易十二，米兰公爵，1499年－1511年
- 那不勒斯王国，腓特烈一世，那不勒斯国王，1496年－1501年
- 西西里王国，斐迪南二世，西西里国王，1479年－1516年
- 费拉拉和摩德纳 - 埃尔科莱一世，费拉拉和摩德纳公爵，1471年－1505年
- 匈牙利 - 乌拉斯洛二世，匈牙利国王，1490年－1516年
- 纳瓦拉 - 胡安三世，纳瓦拉国王，1484年－1516年
- 卡尔马联合 - 汉斯，丹麦、瑞典和挪威国王
- 瓦拉几亚 - 拉杜四世，瓦拉几亚大公，1495年－1508年
- 摩尔多瓦 - 斯特凡三世，摩尔多瓦大公，1457年－1504年
- 摩纳哥 - 让二世，摩纳哥领主，1494年－1505年
- 医院骑士团 - 皮埃尔·德·奥布松，医院骑士团大首领，1476年－1503年